# 61 Pułk Piechoty (LWP)
61 pułk piechoty (61 pp) – oddział piechoty ludowego Wojska Polskiego.
Pułk został sformowany latem 1945 w garnizonie Kraków, w składzie 17 Dywizji Piechoty, według pokojowego etatu Nr 2/2 o stanie 1604 żołnierzy. W lutym 1946 jednostka została rozformowana.